# Saison 1991-1992 de la LNH
Saison précédente Saison suivante
La saison 1991-1992 est la 75e saison de la Ligue nationale de hockey. Vingt-deux équipes jouent chacune 80 matchs. C'est la première saison des Sharks de San José et la première fois depuis la saison 1979-1980 qu’une nouvelle équipe entre dans la LNH. Cette saison voit la victoire en Coupe Stanley des Penguins de Pittsburgh pour la seconde année consécutive : ils battent en finale les Blackhawks de Chicago 4 matchs à 0.

## Saison régulière

### Contexte
Une nouvelle équipe, les Sharks de San José, voit le jour cette saison.

### Classements finaux
- * Les franchises qualifiées pour les séries éliminatoires sont indiquées dans des lignes de couleur.

#### Association Prince de Galles
| Clt   | Équipe                | PJ | V  | D  | N  | BP  | BC  | Pts |
| ----- | --------------------- | -- | -- | -- | -- | --- | --- | --- |
| +001, | Canadiens de Montréal | 80 | 41 | 28 | 11 | 267 | 207 | 93  |
| +002, | Bruins de Boston      | 80 | 36 | 32 | 12 | 270 | 275 | 84  |
| +003, | Sabres de Buffalo     | 80 | 31 | 37 | 12 | 289 | 299 | 74  |
| +004, | Whalers de Hartford   | 80 | 26 | 41 | 13 | 247 | 283 | 65  |
| +005, | Nordiques de Québec   | 80 | 20 | 48 | 12 | 255 | 318 | 52  |

| Clt   | Équipe                 | PJ | V  | D  | N  | BP  | BC  | Pts |
| ----- | ---------------------- | -- | -- | -- | -- | --- | --- | --- |
| +001, | Rangers de New York    | 80 | 50 | 25 | 5  | 321 | 246 | 105 |
| +002, | Capitals de Washington | 80 | 45 | 27 | 8  | 330 | 275 | 98  |
| +003, | Penguins de Pittsburgh | 80 | 39 | 32 | 9  | 343 | 308 | 87  |
| +004, | Devils du New Jersey   | 80 | 38 | 31 | 11 | 289 | 259 | 87  |
| +005, | Islanders de New York  | 80 | 34 | 35 | 11 | 291 | 299 | 79  |
| +006, | Flyers de Philadelphie | 80 | 32 | 37 | 11 | 252 | 273 | 75  |

#### Association Campbell
| Clt   | Équipe                   | PJ | V  | D  | N  | BP  | BC  | Pts |
| ----- | ------------------------ | -- | -- | -- | -- | --- | --- | --- |
| +001, | Red Wings de Détroit     | 80 | 43 | 25 | 12 | 320 | 256 | 98  |
| +002, | Blackhawks de Chicago    | 80 | 36 | 29 | 15 | 257 | 236 | 87  |
| +003, | Blues de Saint-Louis     | 80 | 36 | 33 | 11 | 279 | 266 | 83  |
| +004, | North Stars du Minnesota | 80 | 32 | 42 | 6  | 246 | 278 | 70  |
| +005, | Maple Leafs de Toronto   | 80 | 30 | 43 | 7  | 234 | 294 | 67  |

| Clt   | Équipe               | PJ | V  | D  | N  | BP  | BC  | Pts |
| ----- | -------------------- | -- | -- | -- | -- | --- | --- | --- |
| +001, | Canucks de Vancouver | 80 | 42 | 26 | 12 | 285 | 250 | 96  |
| +002, | Kings de Los Angeles | 80 | 35 | 31 | 14 | 287 | 296 | 84  |
| +003, | Oilers d'Edmonton    | 80 | 36 | 34 | 12 | 295 | 297 | 82  |
| +004, | Jets de Winnipeg     | 80 | 33 | 32 | 15 | 251 | 244 | 81  |
| +005, | Flames de Calgary    | 80 | 31 | 37 | 12 | 296 | 305 | 74  |
| +006, | Sharks de San José   | 80 | 17 | 58 | 5  | 219 | 359 | 39  |

- Champion de la LNH
- Champion de division
- Qualifié pour les séries éliminatoires

## Meilleurs pointeurs
| Joueur         | Équipe               | PJ | B  | A  | Pts |
| -------------- | -------------------- | -- | -- | -- | --- |
| Mario Lemieux  | Pittsburgh           | 64 | 44 | 87 | 131 |
| Kevin Stevens  | Pittsburgh           | 80 | 54 | 69 | 123 |
| Wayne Gretzky  | Los Angeles          | 74 | 31 | 90 | 121 |
| Brett Hull     | Saint-Louis          | 73 | 70 | 39 | 109 |
| Luc Robitaille | Los Angeles          | 80 | 44 | 63 | 107 |
| Mark Messier   | NY Rangers           | 79 | 35 | 72 | 107 |
| Jeremy Roenick | Chicago              | 80 | 53 | 50 | 103 |
| Steve Yzerman  | Détroit              | 79 | 45 | 58 | 103 |
| Brian Leetch   | NY Rangers           | 80 | 22 | 80 | 102 |
| Adam Oates     | Saint-Louis / Boston | 80 | 20 | 79 | 99  |

## Séries éliminatoires

### Tableau
|  | Quarts de finale d'association | Quarts de finale d'association | Quarts de finale d'association |   |             | Demi-finales d'association | Demi-finales d'association | Demi-finales d'association |  |    | Finales d'association | Finales d'association | Finales d'association |  |    | Finale de la Coupe Stanley | Finale de la Coupe Stanley | Finale de la Coupe Stanley |
|  |                                |                                |                                |   |             |                            |                            |                            |  |    |                       |                       |                       |  |    |                            |                            |                            |
|  | A1                             | Montréal                       | 4                              |   |             |                            |                            |                            |  |    |                       |                       |                       |  |    |                            |                            |                            |
|  | A4                             | Hartford                       | 3                              |   |             |                            |                            |                            |  |    |                       |                       |                       |  |    |                            |                            |                            |
|  | A4                             | Hartford                       | 3                              |   | A1          | Montréal                   | 0                          |                            |  |    |                       |                       |                       |  |    |                            |                            |                            |
|  |                                |                                |                                |   | A1          | Montréal                   | 0                          |                            |  |    |                       |                       |                       |  |    |                            |                            |                            |
|  |                                | A2                             | Boston                         | 4 |             |                            |                            |                            |  |    |                       |                       |                       |  |    |                            |                            |                            |
|  | A3                             | A2                             | Boston                         | 4 | Buffalo     | 3                          |                            |                            |  |    |                       |                       |                       |  |    |                            |                            |                            |
|  | A3                             |                                |                                |   | Buffalo     | 3                          |                            |                            |  |    |                       |                       |                       |  |    |                            |                            |                            |
|  | A2                             | Boston                         | 4                              |   |             |                            |                            |                            |  |    |                       |                       |                       |  |    |                            |                            |                            |
|  | A2                             | Boston                         | 4                              |   |             |                            |                            |                            |  | A2 | Boston                | 0                     |                       |  |    |                            |                            |                            |
|  | Association Prince de Galles   |                                |                                |   |             |                            |                            |                            |  | A2 | Boston                | 0                     |                       |  |    |                            |                            |                            |
|  |                                | P3                             | Pittsburgh                     | 4 |             |                            |                            |                            |  |    |                       |                       |                       |  |    |                            |                            |                            |
|  | P1                             | P3                             | Pittsburgh                     | 4 | NY Rangers  | 4                          |                            |                            |  |    |                       |                       |                       |  |    |                            |                            |                            |
|  | P1                             |                                |                                |   | NY Rangers  | 4                          |                            |                            |  |    |                       |                       |                       |  |    |                            |                            |                            |
|  | P4                             | New Jersey                     | 3                              |   |             |                            |                            |                            |  |    |                       |                       |                       |  |    |                            |                            |                            |
|  | P4                             | New Jersey                     | 3                              |   | P1          | NY Rangers                 | 2                          |                            |  |    |                       |                       |                       |  |    |                            |                            |                            |
|  |                                |                                |                                |   | P1          | NY Rangers                 | 2                          |                            |  |    |                       |                       |                       |  |    |                            |                            |                            |
|  |                                | P3                             | Pittsburgh                     | 4 |             |                            |                            |                            |  |    |                       |                       |                       |  |    |                            |                            |                            |
|  | P3                             | P3                             | Pittsburgh                     | 4 | Pittsburgh  | 4                          |                            |                            |  |    |                       |                       |                       |  |    |                            |                            |                            |
|  | P3                             |                                |                                |   | Pittsburgh  | 4                          |                            |                            |  |    |                       |                       |                       |  |    |                            |                            |                            |
|  | P2                             | Washington                     | 3                              |   |             |                            |                            |                            |  |    |                       |                       |                       |  |    |                            |                            |                            |
|  | P2                             | Washington                     | 3                              |   |             |                            |                            |                            |  |    |                       |                       |                       |  | P3 | Pittsburgh                 | 4                          |                            |
|  |                                |                                |                                |   |             |                            |                            |                            |  |    |                       |                       |                       |  | P3 | Pittsburgh                 | 4                          |                            |
|  |                                | N2                             | Chicago                        | 0 |             |                            |                            |                            |  |    |                       |                       |                       |  |    |                            |                            |                            |
|  | N1                             | N2                             | Chicago                        | 0 | Détroit     | 4                          |                            |                            |  |    |                       |                       |                       |  |    |                            |                            |                            |
|  | N1                             |                                |                                |   | Détroit     | 4                          |                            |                            |  |    |                       |                       |                       |  |    |                            |                            |                            |
|  | N4                             | Minnesota                      | 3                              |   |             |                            |                            |                            |  |    |                       |                       |                       |  |    |                            |                            |                            |
|  | N4                             | Minnesota                      | 3                              |   | N1          | Détroit                    | 0                          |                            |  |    |                       |                       |                       |  |    |                            |                            |                            |
|  |                                |                                |                                |   | N1          | Détroit                    | 0                          |                            |  |    |                       |                       |                       |  |    |                            |                            |                            |
|  |                                | N2                             | Chicago                        | 4 |             |                            |                            |                            |  |    |                       |                       |                       |  |    |                            |                            |                            |
|  | N3                             | N2                             | Chicago                        | 4 | Saint-Louis | 2                          |                            |                            |  |    |                       |                       |                       |  |    |                            |                            |                            |
|  | N3                             |                                |                                |   | Saint-Louis | 2                          |                            |                            |  |    |                       |                       |                       |  |    |                            |                            |                            |
|  | N2                             | Chicago                        | 4                              |   |             |                            |                            |                            |  |    |                       |                       |                       |  |    |                            |                            |                            |
|  | N2                             | Chicago                        | 4                              |   |             |                            |                            |                            |  | N2 | Chicago               | 4                     |                       |  |    |                            |                            |                            |
|  | Association Campbell           |                                |                                |   |             |                            |                            |                            |  | N2 | Chicago               | 4                     |                       |  |    |                            |                            |                            |
|  |                                | S3                             | Edmonton                       | 0 |             |                            |                            |                            |  |    |                       |                       |                       |  |    |                            |                            |                            |
|  | S1                             | S3                             | Edmonton                       | 0 | Vancouver   | 4                          |                            |                            |  |    |                       |                       |                       |  |    |                            |                            |                            |
|  | S1                             |                                |                                |   | Vancouver   | 4                          |                            |                            |  |    |                       |                       |                       |  |    |                            |                            |                            |
|  | S4                             | Winnipeg                       | 3                              |   |             |                            |                            |                            |  |    |                       |                       |                       |  |    |                            |                            |                            |
|  | S4                             | Winnipeg                       | 3                              |   | S1          | Vancouver                  | 2                          |                            |  |    |                       |                       |                       |  |    |                            |                            |                            |
|  |                                |                                |                                |   | S1          | Vancouver                  | 2                          |                            |  |    |                       |                       |                       |  |    |                            |                            |                            |
|  |                                | S3                             | Edmonton                       | 4 |             |                            |                            |                            |  |    |                       |                       |                       |  |    |                            |                            |                            |
|  | S3                             | S3                             | Edmonton                       | 4 | Edmonton    | 4                          |                            |                            |  |    |                       |                       |                       |  |    |                            |                            |                            |
|  | S3                             |                                |                                |   | Edmonton    | 4                          |                            |                            |  |    |                       |                       |                       |  |    |                            |                            |                            |
|  | S2                             | Los Angeles                    | 2                              |   |             |                            |                            |                            |  |    |                       |                       |                       |  |    |                            |                            |                            |

### Finale de la Coupe Stanley
La finale de la Coupe Stanley oppose le champion en titre, les Penguins de Pittsburgh, aux Blackhawks de Chicago. Pittsburgh gagne la série 4–0 et la Coupe Stanley ; Mario Lemieux gagne le trophée Conn-Smythe.
- 26 mai : Penguins de Pittsburgh 5-4 Blackhawks de Chicago
- 28 mai : Penguins de Pittsburgh 3-1 Blackhawks de Chicago
- 30 mai : Blackhawks de Chicago 0-1 Penguins de Pittsburgh
- 1er juin : Blackhawks de Chicago 5-6 Penguins de Pittsburgh

## Récompenses

### Trophées
| Trophée                      | Vainqueur                                 | Équipe                                    |
| ---------------------------- | ----------------------------------------- | ----------------------------------------- |
| Trophée Calder               | Pavel Boure                               | Canucks de Vancouver                      |
| Trophée Lester-B.-Pearson    | Mark Messier                              | Rangers de New York                       |
| Trophée Art-Ross             | Mario Lemieux                             | Penguins de Pittsburgh                    |
| Trophée Hart                 | Mark Messier                              | Rangers de New York                       |
| Trophée Conn-Smythe          | Mario Lemieux                             | Penguins de Pittsburgh                    |
| Trophée Bill-Masterton       | Mark Fitzpatrick                          | Islanders de New York                     |
| Trophée Frank-J.-Selke       | Guy Carbonneau                            | Canadiens de Montréal                     |
| Trophée Jack-Adams           | Pat Quinn                                 | Canucks de Vancouver                      |
| Trophée James-Norris         | Brian Leetch                              | Rangers de New York                       |
| Trophée King-Clancy          | Raymond Bourque                           | Bruins de Boston                          |
| Trophée Lady Byng            | Wayne Gretzky                             | Kings de Los Angeles                      |
| Trophée Lester-Patrick       | Al Arbour, Art Berglund et Lou Lamoriello | Al Arbour, Art Berglund et Lou Lamoriello |
| Trophée Vézina               | Patrick Roy                               | Canadiens de Montréal                     |
| Trophée William-M.-Jennings  | Patrick Roy                               | Canadiens de Montréal                     |
| Trophée plus-moins de la LNH | Paul Ysebaert                             | Red Wings de Détroit                      |

| Trophée                      | Équipe                 |
| ---------------------------- | ---------------------- |
| Trophée Clarence-S.-Campbell | Blackhawks de Chicago  |
| Trophée Prince de Galles     | Penguins de Pittsburgh |
| Trophée des présidents       | Rangers de New York    |
| Coupe Stanley                | Penguins de Pittsburgh |

### Équipes d'étoiles

#### Première et deuxième équipe
| Position       | Première équipe | Première équipe        | Deuxième équipe | Deuxième équipe        |
| Position       | Joueur          | Équipe                 | Joueur          | Équipe                 |
| -------------- | --------------- | ---------------------- | --------------- | ---------------------- |
| Gardien de but | Patrick Roy     | Canadiens de Montréal  | Kirk McLean     | Canucks de Vancouver   |
| Défenseur      | Raymond Bourque | Bruins de Boston       | Phil Housley    | Jets de Winnipeg       |
| Défenseur      | Brian Leetch    | Rangers de New York    | Scott Stevens   | Devils du New Jersey   |
| Ailier gauche  | Kevin Stevens   | Penguins de Pittsburgh | Luc Robitaille  | Kings de Los Angeles   |
| Centre         | Mark Messier    | Rangers de New York    | Mario Lemieux   | Penguins de Pittsburgh |
| Ailier droit   | Brett Hull      | Blues de Saint-Louis   | Mark Recchi     | Flyers de Philadelphie |

#### Équipe des recrues
| Position       | Joueur                | Équipe                |
| -------------- | --------------------- | --------------------- |
| Gardien de but | Dominik Hašek         | Blackhawks de Chicago |
| Défenseur      | Vladimir Konstantinov | Red Wings de Détroit  |
| Défenseur      | Nicklas Lidström      | Red Wings de Détroit  |
| Attaquant      | Tony Amonte           | Rangers de New York   |
| Attaquant      | Gilbert Dionne        | Canadiens de Montréal |
| Attaquant      | Kevin Todd            | Devils du New Jersey  |